# St. Patrick’s Church (Hillsborough, Grenada)
St. Patrick’s Church ist eine römisch-katholische Kirche in Hillsborough, dem Hauptort der Insel Carriacou in den Grenadinen im Inselstaat Grenada.
Die Kirche gehört zum Bistum Saint George’s in Grenada (Dioecesis Sancti Georgii). Sie ist dem Heiligen Patrick geweiht, dem Missionar von Irland. Die Gottesdienste werden nach Römischem Ritus, aber komplett in Englisch abgehalten.
2004 wurde das Gästehaus der Kirche (dorm) durch den Hurrikan Ivan beschädigt. Die Gemeinde ist auch noch 15 Jahre nach dem Sturm mit Ausbesserungsarbeiten beschäftigt.
In Sauteurs auf der Hauptinsel Grenada gibt es eine weitere Kirche San Patricio.